# 威廉海姆堡
威廉海姆堡（德語：Schloss Wilhelminenberg）是一座位於奧地利首都維也納的宮殿建築，其歷史可以追溯至20世紀初期。現在這座建築是一家四星級酒店，並設有餐廳和會議設施。

## 外部連結

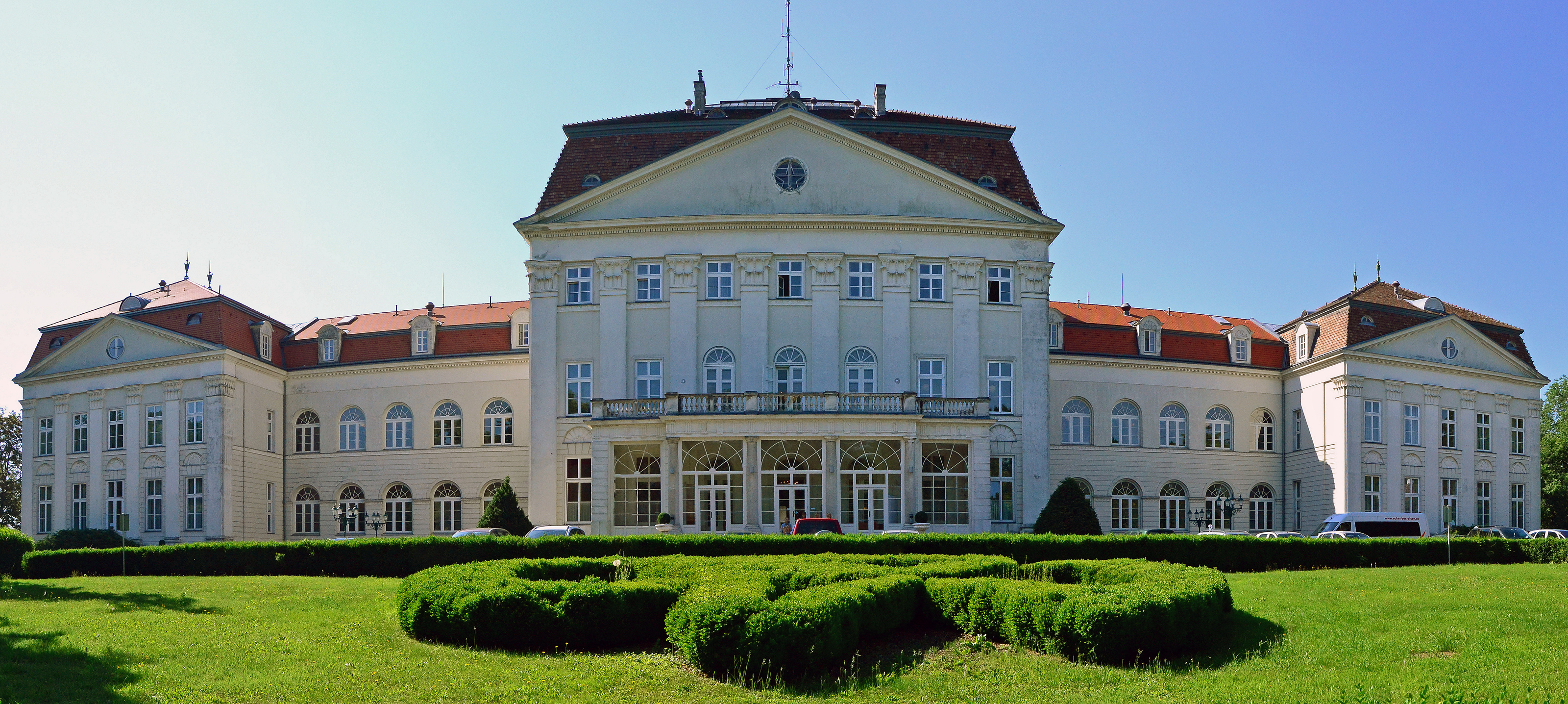
威廉海姆堡

- Official website of Austria Trend Hotel Schloss Wilhelminenberg（页面存档备份，存于）
- Conference facilities in Hotel Schloss Wilhelminenberg （页面存档备份，存于）
- City of Vienna web page on Schloß Wilhelminenberg (German) （页面存档备份，存于）
- List of Conference facilities - Hotel Schloss Wilhelminenberg （页面存档备份，存于）

48°13′10″N 16°17′7″E / 48.21944°N 16.28528°E